# Pararrenoseius mumai
Pararrenoseius mumai är en spindeldjursart som först beskrevs av N. Prasad 1968.  Pararrenoseius mumai ingår i släktet Pararrenoseius och familjen Phytoseiidae. Inga underarter finns listade i Catalogue of Life.